# Девонпорт

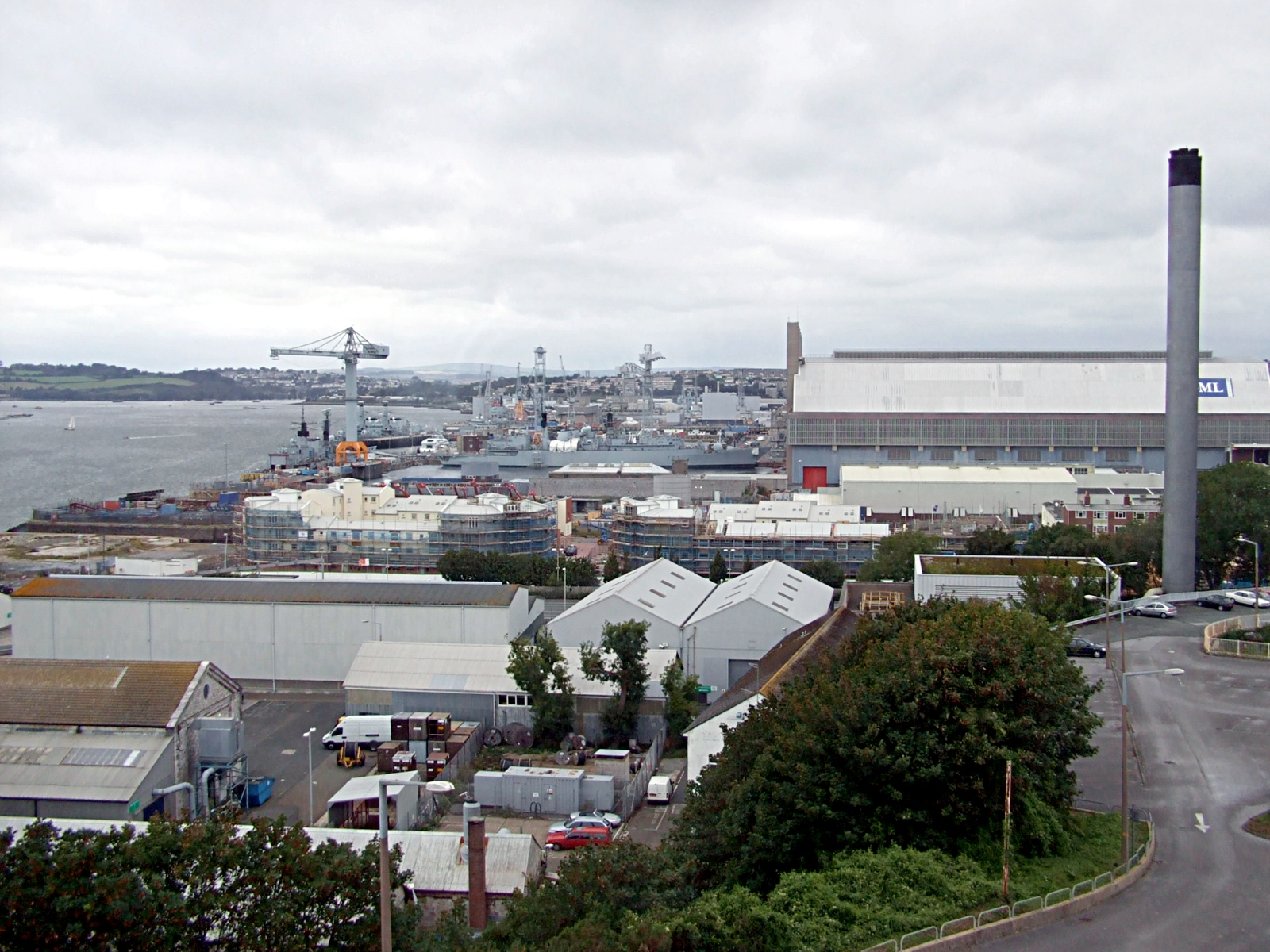
Девонпорт — доки та причали

Де́вонпорт — колишнє місто у Великій Британії, на межі графств Девон та Корнуолл; сучасний район міста Плімут. Найбільша з 3 британських військово-морських баз, і єдина з можливостями ремонту кораблів з ядерними енергетичними установками.
Місто розташоване на березі річки Тамар, поблизу Плімута. Офіційна присутність Королівського флоту почалась з 1588 року, коли тут стала на якір ескадра. В 1689 році указом Вільгельма III була відібрана ділянка для будівництва доків. Сам Плімут видався непридатним. Будівництво почалось в 1691 році.
| Велика Британія | Це незавершена стаття з географії Великої Британії. Ви можете допомогти проєкту, виправивши або дописавши її. |